# Benee Brak
Benee Brak of Bnei Brak (Hebreeuws: בני ברק; ook wel bekend als Bene Brak) is een stad in Israël in de centrale kuststrook, even ten oosten van Tel Aviv en pal tussen Ramat Gan en Petach Tiqwa. Alle zijn een gedeelte van de metropool Goesj Dan. De stad Benee Brak valt onder het district Tel Aviv. 

## Achtergrond
Benee Brak had 138.900 inwoners in september 2003, waarvan de meesten charedische joden en verkreeg stadsrechten in 1950. Inmiddels heeft de stad  204.639 (2022) inwoners. De statistische verhouding tussen mannen en vrouwen is bijzonder evenredig: op elke 1000 mannen zijn er 1001 vrouwen (eind 2001). Met minder dan 1000 euro per maand (eind 2001), ligt het gemiddelde inkomen van de bevolking laag.
De stad gaat prat op vele bekende rabbijnen. Eén achterstandswijk in de stad, Pardes Katz, telt ook een aanzienlijke - maar krimpende - niet-religieuze bevolking. Behalve bekende Israëlische onderwereldbaronnen, groeide hier de Israëlische judoka Ariel Ze'evi op. Hij won een bronzen medaille op de Olympische Zomerspelen 2004 in Athene in de categorie mannen tot 100 kg. 
Het grootste deel van de stad bestaat uit charedisch joodse wijken. Hier bevinden zich vele tientallen orthodox-joodse scholen voor alle leeftijden. Benee Brak staat bekend als zeer religieus. De wekelijkse rustdag Sjabbat wordt er strikt nageleefd, onder andere door middel van het fysiek afsluiten van straten om autoverkeer te stoppen.
Beroemde rabbijnen zijn rabbijn Nissim Karelitz en rabbijn Aharon Leib Shteinman, beiden behorend tot de Litouwse stroming van het charedisch jodendom, en rabbijn Shmuel HaLevi Wosner. Chassidische groepen met hoofdkwartier in Benee Brak zijn onder andere Vizhnitz-Bnei Brak, Nadvorna, Chernobyl, Machnovka, Modzitz, Sadigura en Slonim.
In 2020 werd de stad zwaar getroffen door de COVID-19-pandemie. De hoge bevolkingsdichtheid en de onwil van de rabijnen om de voorschriften van de overheid en de gezondheidsdienst te volgen, speelden een grote rol. Volgens medische schatting werd 38% van de bevolking besmet. De regering zette het leger in om ruim 4000 hoogbejaarden te evacueren.

## Geboren
- Ahron Daum (1951–2018), modern-orthodox rabbijn, onderwijzer en auteur
- Meir Kessler (17 februari 1961), rabbijn
- Ariel Ze'evi (16 januari 1977), judoka
- Simon Leviev (27 september 1990), crimineel
- Motty Steinmetz (5 juli 1992), zanger